# 名古屋市交通局N3000形電車
名古屋市交通局N3000形電車（なごやしこうつうきょくN3000がたでんしゃ）は、名古屋市交通局が名古屋市営地下鉄の鶴舞線用に導入した通勤形電車である。
鶴舞線のほか、名古屋鉄道の犬山線・豊田線・三河線へ直通運転している。ただし、三河線では梅坪 - 豊田市間以外、営業運転での直通は行われていない。

## 概要
鶴舞線への新型車両導入は3050形以来18年ぶりであり、3000形と3050形3159編成の置き換えとして6両編成16本（96両）が導入される見込み。従来車よりコストダウンを図り、かつ省令改正の深度化を目指して設計された。

### 車体
正面デザインはN3101編成のみやや傾斜かつ丸みを周囲に付けた形状で、N3102編成以降は直線を多用した形状となり、製造メーカーによって車体構造が大きく異なり、鶴舞線で初めてのアルミニウム合金車体は名古屋市営地下鉄で初めてかつ唯一のダブルスキン構造によるA-train、ステンレス鋼車体は上飯田線7000形まで採用されていたビードプレス工法をやめ、鶴舞線で初めて日車式ブロック工法を採用し、名古屋市営地下鉄で唯一日立製アルミ車体と日車製ステンレス車体が混在している車両となっている。
左右の車側灯間幅は2,780 mmであり、車両寸法は3050形とほぼ同一であるが、床面高さは1,850 mm、幅は1,300 mmとなっている。
前照灯はN3111編成まで鶴舞線で初めてのHID式だったが、N3112編成以降はLED式に変更され、LED式標識灯兼尾灯は前照灯の内側に配置、非常扉は運転台から見て右側にオフセット配置されている。行先表示器は名古屋市営地下鉄で初めてのフルカラーLED式となり、急行を含む名鉄様式も表示可能。客室の窓ガラスは客用ドア間を2連窓、車端部を固定窓とし、その上下には、鶴舞線のラインカラーである青帯が配され、全ての車両連結部間の貫通路には、通常時に閉じる貫通扉が設置された。

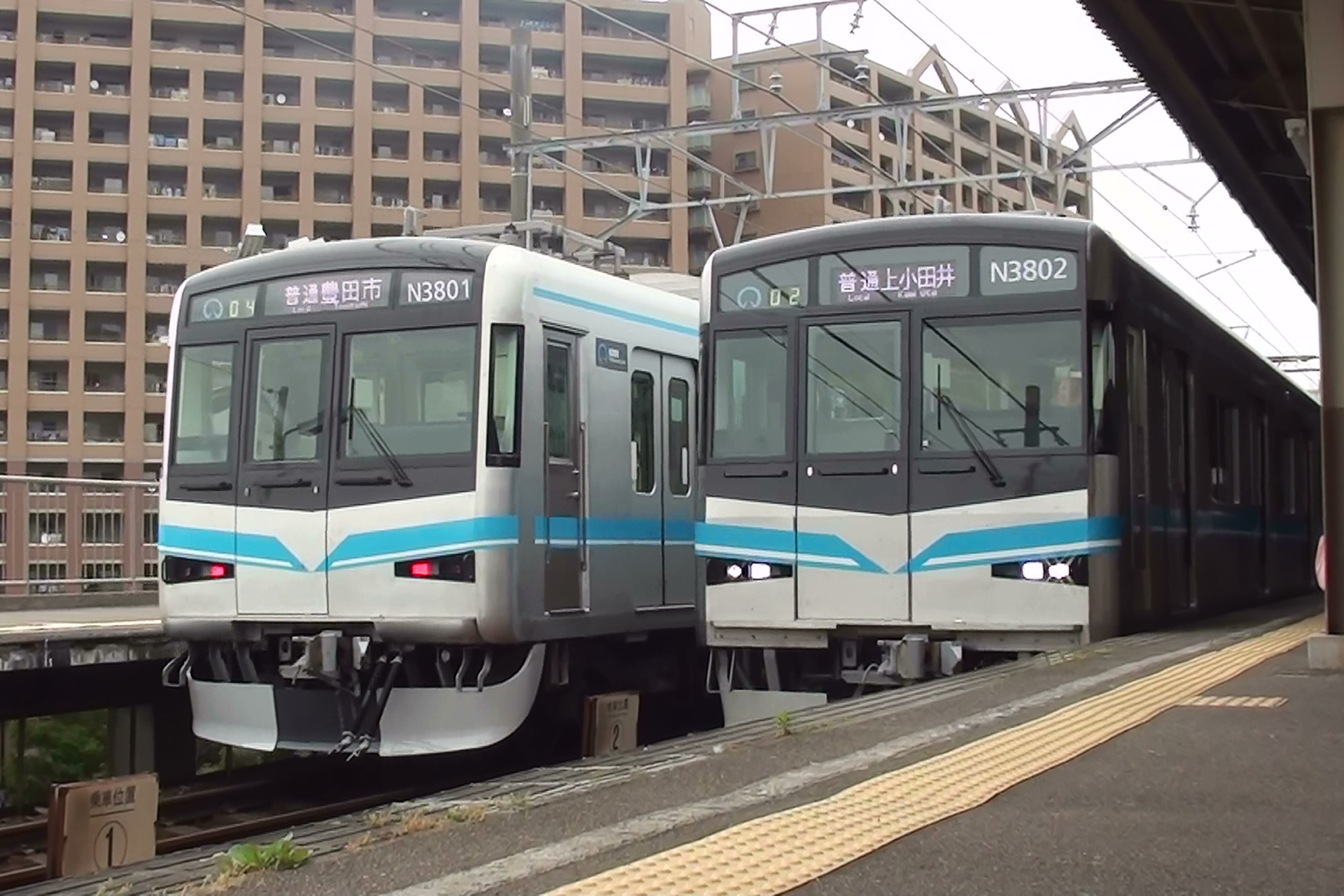
左：N3101編成 右：N3102編成

### 車内

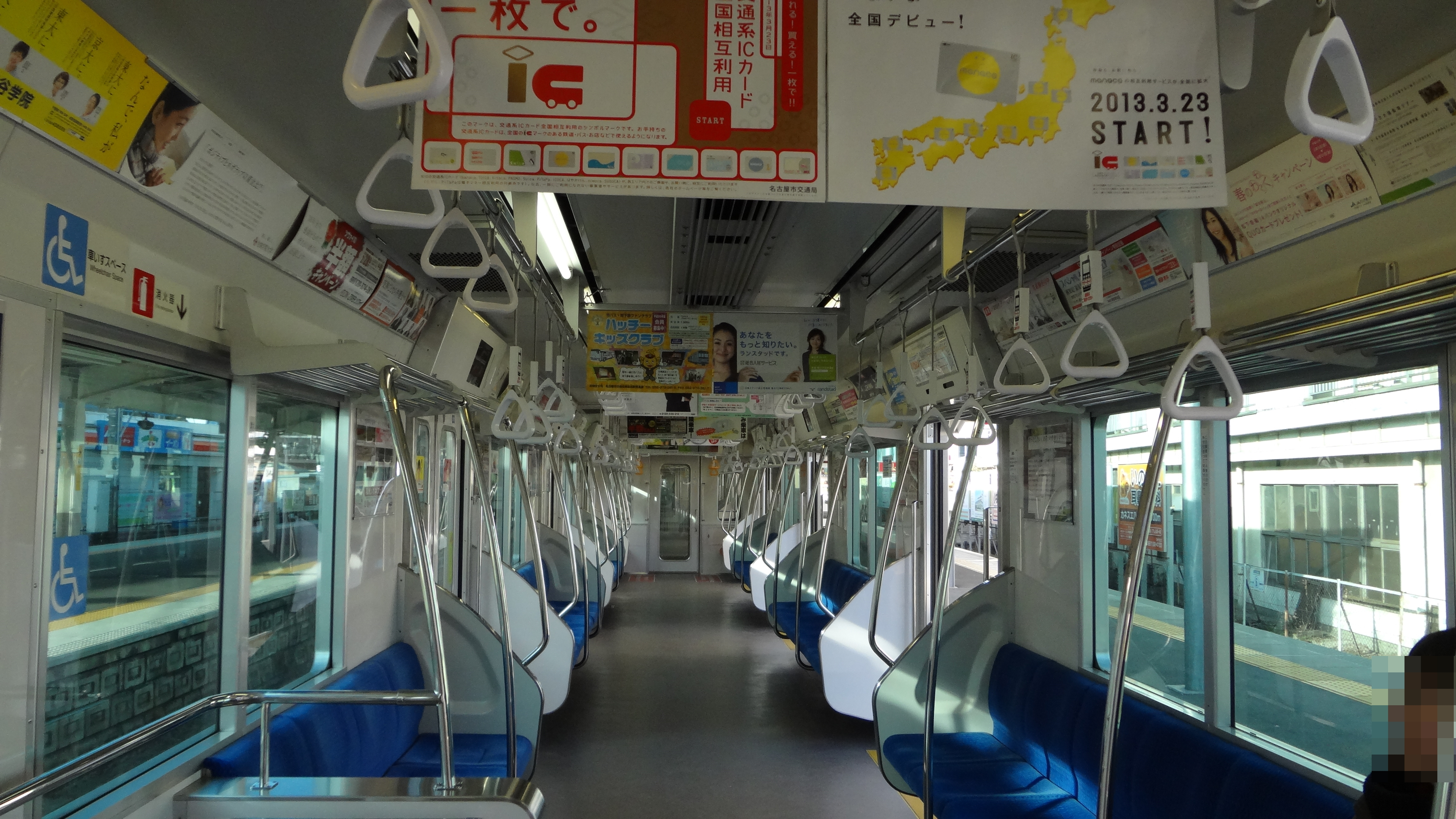
N3102編成 - N3105編成の車内
（2013年2月9日）

天井・壁面とも明るい白系統の模様入り化粧板、床は有松絞りをモチーフとしたデザインを採用し、座席はオールロングシートで、一人あたりの幅を460 mmと設定し、座り心地を考慮した簡易バケットタイプとし、客用ドア間に7人掛け、客用ドアと連結面の間に3人掛けの座席が配置されているが、構造は上飯田線7000形で採用された片持式を踏襲する。冷房装置搭載箇所の天井は段差を解消し、結果として室内空間の拡大が図られている。
鶴舞線で初めて客用ドア上部に17インチワイドLCD式車内案内表示器（通称「ハッチービジョン」）が1両あたり4台、客用ドア上部の左右2か所に千鳥配置でドア開閉方向を示す表示器が1両あたり4ヶ所千鳥配置、乗降口にドアチャイム（N3110編成以降は低音）、全客用ドア上部の左右2か所にドア開閉動作開始ランプ(N3112編成以降はオレンジ色)が設置、座席端部の仕切りが大型化された。また、名古屋市営地下鉄で初めて座席間にスタンションポール計3本が設置、貫通扉の取っ手が大型化、高低差のあるつり革、N3106編成以降はLED式照明が採用、N3112編成以降はセキュリティ向上のため、客用ドア上部に防犯カメラが1両あたり4台、映像記録装置が1両あたり1台千鳥配置、車端部に表示灯が1つ追加された。さらに、客用ドアの室内側は化粧板仕上げであり、点字で進行方向と乗車位置番号・号車番号が表示され、客用ドア床面は識別を容易とするために黄色とされた。
車椅子スペースは3050形の両先頭車への設置から1両に1か所への設置へと拡大されている。
戸閉装置には、客用ドアに人や物が挟まった場合に容易に脱出できるように戸閉力を約4分の1に抑える戸挟み制御器が設置、N3106編成以降は客用ドアレールの水抜き穴の形状が変更された。全編成に非常通報器が設置された。
名鉄線において車内巡回中の車掌がドア開閉を行いやすいように中間車の左右に1カ所ずつ車掌スイッチが設置された。

### 走行機器など
運転台は3050形と同様に進行方向左側に配置した。主幹制御器はブレーキ設定器と一体となった右手操作型ワンハンドル式を採用、車両情報装置のタッチパネル式液晶モニタを配置した。この車両情報装置は先頭車に搭載した中央ユニットと中間車床下に搭載した端末ユニット、ラダー形伝送回路で接続された伝送ネットワークを用いて結び、他の機器とのデータ送受信を行うことにより、機器の制御や監視・検査、さらには乗客サービスをサポートするシステムで、制御装置やブレーキの制御を行う機能、車内案内表示・自動放送・空調の制御を行う「乗務員支援機能」、主要機器の車上検査を行う機能、車両で停止している状態でも模擬走行状態として各種案内設備やデータ収集・ICカードへの転送を行う「検修支援機能」、運転状況を記録する機能などを有している。なお、N3105編成までは三菱製を搭載していたが、N3106編成から日立製に変わっている。日立製ではフォントが変更された他、モニタ外にあったスイッチ類が廃止され、画面上にキーが追加されている。また、運転制御指令の送受信回路は冗長性を高めるために完全二重系とした。保安装置は鶴舞線内で使用する車内信号式自動列車制御装置(CS-ATC) と相互直通先の名古屋鉄道線内で使用する自動列車停止装置(M式ATS)を装備した。ATCは受信速照部、継電器部と検査記録部の三部構成で、受信速照部はマイクロコンピュータ2基を二重構造としたデュアルコンピュータ方式としたほか、M式ATSの受信器はCPUを使用したソフトウェア処理を行うME形とした。

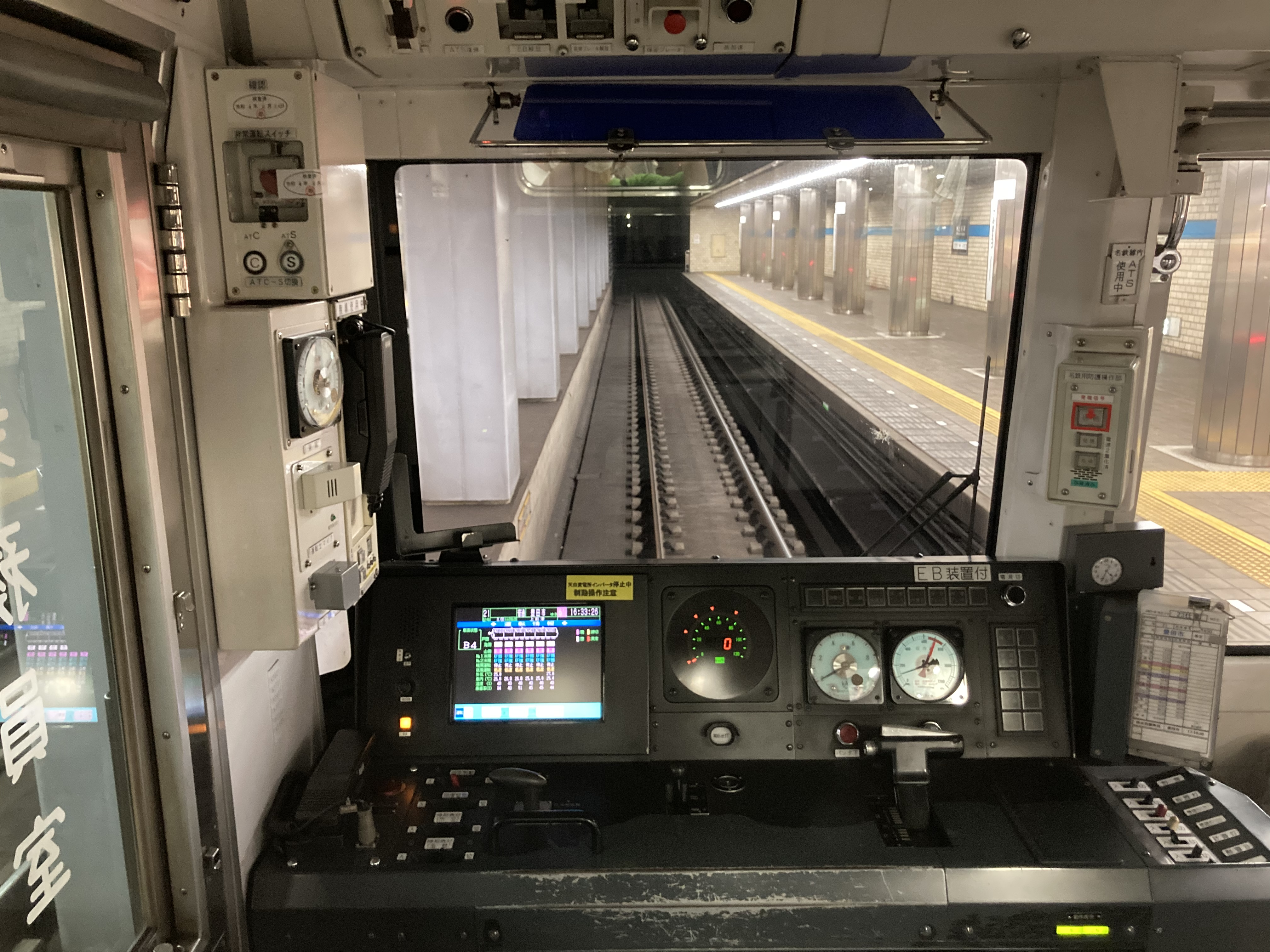
N3101編成の運転台。N3102編成以降は一部レイアウトが異なる。
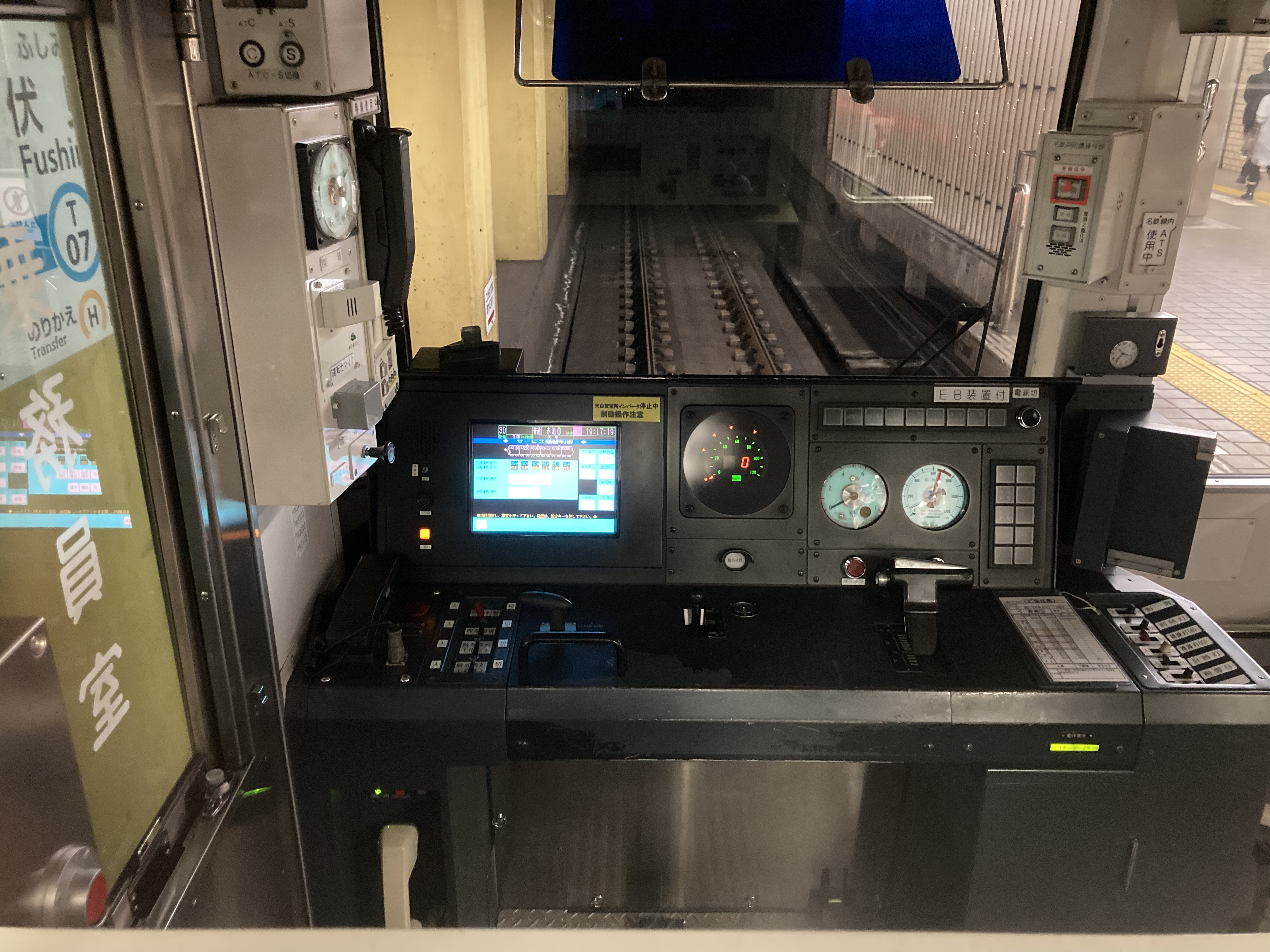
N3103編成の運転台。N3101編成とはワイパースイッチ、名鉄線用時刻表差し等が異なる。
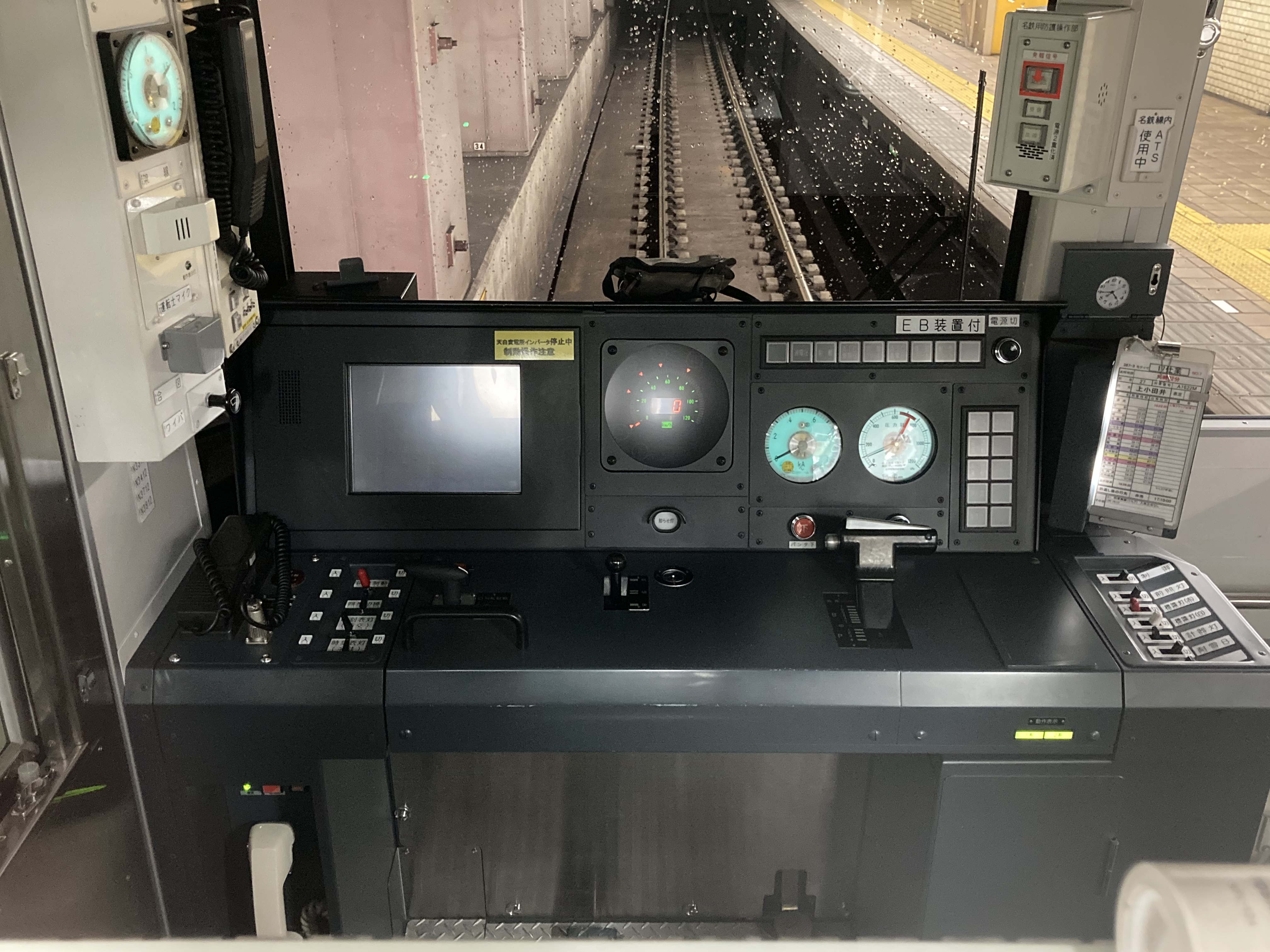
N3112編成の運転台。N3101編成とはワイパースイッチ、モニター装置等が異なる。

制御装置はPGセンサレスベクトル制御を用いたIGBT素子を用いた2レベルPWM VVVFインバータ制御を採用し、インバータ1基で主電動機4台を制御する (1C4M) 車両単位の制御とした。素子の冷却方式は自冷式ヒートパイプ方式で、冷媒には純水を使用する。主電動機は1時間定格出力170 kWのかご形三相誘導電動機を採用、自己通風式押し込みファンとすることで集排塵効率の向上を図った。駆動装置は3000形・3050形と同様の歯車形軸継手平行カルダン式駆動方式（WNドライブ）とした。
制動装置（ブレーキ）は遅れ込め制御を有するATC連動回生併用電気指令空気式で、ブレーキ受信装置1台で2両分の常用ブレーキ制御を行うほか、0 km/hまで制御する純電気ブレーキを採用している。
台車はモノリンク式空気ばねボルスタレス台車、軸箱に密閉式筒ころ軸受を採用しており、リンク内と軸ばね内に特殊ゴムを内蔵することで、走行性能や振動特性の向上を図った。
集電装置（パンタグラフ）は各電動車に鶴舞線初となるPT7164-B型シングルアーム式を搭載した。冷房装置は冷房能力24.4 kW (21,000 kcal/h) の集約分散式を各車両に2台搭載した。このほか補助送風機としてラインデリアを設置している。補助電源装置は125 kVAの3レベルIGBT素子式静止形インバータ (SIV) を採用し、1編成に3機搭載された。電動空気圧縮機 (CP) については三相誘導電動機直結式2段圧縮横型直列3気筒式で、1編成で2台搭載した。

## 編成
|          | ← 豊田市・赤池上小田井・犬山 → | ← 豊田市・赤池上小田井・犬山 → | ← 豊田市・赤池上小田井・犬山 → | ← 豊田市・赤池上小田井・犬山 → | ← 豊田市・赤池上小田井・犬山 → | ← 豊田市・赤池上小田井・犬山 → | 備考                 |
| 形式     | N3100                          | N3200                          | N3300                          | N3400                          | N3700                          | N3800                          | 備考                 |
| 区分     | Tc1                            | M1                             | M2                             | T1                             | M3                             | Tc2                            | 備考                 |
| 車両番号 | N3101                          | N3201                          | N3301                          | N3401                          | N3701                          | N3801                          | 日立製アルミ車体     |
| 車両番号 | N3102                          | N3202                          | N3302                          | N3402                          | N3702                          | N3802                          | 日車製ステンレス車体 |
| 車両番号 | ：                             | ：                             | ：                             | ：                             | ：                             | ：                             | 日車製ステンレス車体 |
| 車両番号 | N3116                          | N3216                          | N3316                          | N3416                          | N3716                          | N3816                          | 日車製ステンレス車体 |

## 導入過程
2011年10月8日から9日にかけてN3101編成が日立製作所笠戸事業所から日進工場に甲種輸送され、26日から11月17日にかけて試運転を実施し、2012年3月16日から鶴舞線で営業運転を開始した。
2012年5月13日にN3102編成が日本車輌製造豊川製作所から日進工場に甲種輸送され、24日から30日にかけて試運転を実施し、6月1日に鶴舞線で営業運転を開始した。
2019年7月にN3110編成、9月にN3111編成が日本車輌製造豊川製作所を出場した。
2022年1月にN3114編成、2月にN3115編成が日本車輌製造豊川製作所を出場した。
2023年1月にN3116編成が搬入された。

## LCD車内案内表示装置の多言語化

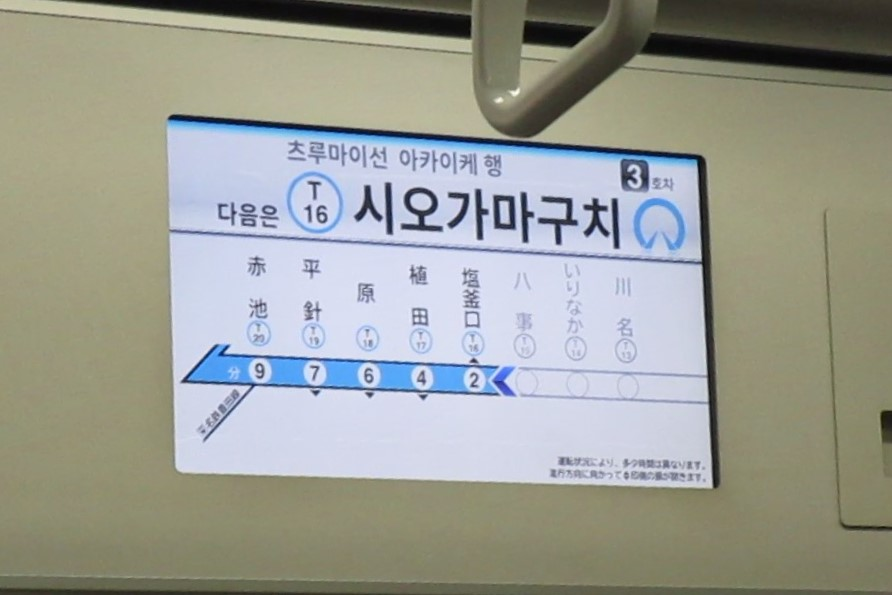
LCD式車内案内表示器の多言語
（2020年4月）

2020年4月にはN3101編成 - N3111編成にLCD式車内案内表示器の多言語化が実施され、既存の日本語(漢字・ひらがな)・英語に加え、地下鉄に限り中国語(簡体・繁体)、韓国語への対応が行われた（名鉄線内では日本語と英語のみ表示）。

## 営業区間
- 鶴舞線（上小田井 - 赤池）[2]
- 名鉄犬山線（犬山 - 上小田井）[2]
- 名鉄豊田線（赤池 - 梅坪）[2]
- 名鉄三河線（梅坪 - 豊田市）